# Correio Paulistano
O Correio Paulistano foi um jornal brasileiro, do estado de São Paulo.

## História
Lançado em junho de 1854, foi o primeiro jornal diário publicado paulista e o terceiro do Brasil. Teve como fundador o proprietário da Tipografia Imparcial, Joaquim Roberto de Azevedo Marques,  e como primeiro redator Pedro Taques de Almeida Alvim.
O jornal nasceu liberal e teve posições avançadas, em sua época. Posteriormente, foi atrelado ao Partido Conservador e, após a criação do Partido Republicano Paulista (PRP), passou a ser seu órgão oficial, em junho de 1890. Durante o período imperial foi um forte formador de opinião pública. Notabilizou-se pela defesa da abolição da escravatura e da causa republicana. Mais tarde, apesar de ser dirigido e sustentado por oligarcas tradicionalistas, foi o único, entre os grandes jornais de São Paulo, a apoiar a Semana de Arte Moderna de 1922, reconhecendo o vanguardismo do movimento modernista - enquanto os demais jornais da época se referiam aos modernistas como "subversores da arte", "espíritos cretinos e débeis" ou "futuristas endiabrados". A presença de Menotti del Picchia na redação - ou Helios como costumava assinar a sua Chronica Social é fundamental para entender o apoio do jornal à Semana. O Correio Paulistano também se posicionou contra o governo Vargas, sendo por isso empastelado por diversas vezes, durante anos.
A sede do jornal, onde operavam seus setores editorial e gráfico, ficava no centro histórico da cidade de São Paulo, na esquina da rua Líbero Badaró com o Largo de São Bento. A sofisticação arquitetônica do prédio, assim como sua localização, era um indicador da prosperidade dos seus proprietários. Por muitos anos, o papel utilizado na impressão de jornais - então importado - era popularmente conhecido como papel CP, sendo a sigla alusiva à abreviatura do Correio Paulistano.
A oligarquia paulista, que dirigia o PRP, transmitia seus ideais através do jornal, foi derrotada na revolução de 1930, o que também afetou o Correio Paulistano. O jornal foi fechado até 1934, por ordem de Getúlio Vargas. As oficinas foram incorporadas ao patrimônio do Estado. Daí em diante, o jornal teve vários proprietários, até ser definitivamente fechado em 1963. Os últimos anos de existência do jornal foram um longo processo de decadência financeira e consequente perda de relevância empresarial e editorial.